# Арістіде Поццалі
Арістіде Поццалі (італ. Aristide Pozzali; 12 жовтня 1931, Кремона — 16 січня 1979, там само) — італійський боксер найлегшої ваги.

## Любительська кар'єра
Тричі ставав чемпіоном Італії: 1952—1953 роки — у найлегшій вазі та 1954 року — у легшій вазі.
На чемпіонаті Європи з боксу 1951 року в Мілані (Італія) дістався фіналу змагань боксерів найлегшої ваги, де переміг представника Нідерландів Гендріка ван дер Зеє.
Того ж року став чемпіоном Середземноморських ігор в Александрії (Єгипет).
На літніх Олімпійських іграх 1952 року у Гельсінкі (Фінляндія) брав участь у змаганнях боксерів найлегшої ваги. У першому колі змагань за очками переміг ірландця Ендо Редді, проте у другому колі поступився спочатку німцю Едгару Базелю, а потім і представникові СРСР Анатолію Булакову.
У 1953 році брав участь у чемпіонаті світу з боксу серед військових в Мюнхені (ФРН).

## Професійна кар'єра
30 серпня 1954 року з перемоги дебютував у професійному боксі. Протягом наступних майже чотирьох років провів 36 боїв на професійному ринзі, здобувши 31 перемогу при трьох поразках та двух ничіїх.
13 листопада 1955 року здобув вакантний титул чемпіона Італійської федерації боксу (італ. F.P.I.) у найлегшій вазі, перемігши нокаутом Франко Ломбардоцці.
2 березня 1957 року здійснив невдалу спробу завоювати титул чемпіона Європи у найлегшій вазі, програвши нокаутом іспанцю Янгу Мартіну.
31 березня 1958 року провів останній свій бій на професійному ринзі.